# جسر سان أنطون
جسر سان أنطون جسر يقع في مدينة بلباو، بإسبانيا.